# Фруела II
Фруела II (ісп. Fruela II), або Фройла II (лат. Froila II); близько 875 —925) — останній король Астурії (910—924), король Леона (924—925). Прізвисько — Прокажений (ісп. el Leproso).

## Біографія

### Молоді роки
Походив з династії Астур-Леон. Син Альфонсо III, короля Астурії, та Хімени Памплонської. Про молоді роки замало відомостей. Вперше згадано у хроніках у 886 році.
У 910 році після розподілу батьком володінь між синами, Фруела отримав власне Астурію.

### Король Астурії
Бувши наймолодшим братом підпав спочатку під вплив старшого брата Гарсії I, короля Леона, а потім Ордоньйо II, короля Галісії, який після смерті Гарсії I у 914 році, знову поєднав Леон й Галісію. Більшу частину часу Фруела II приділяв зміцненню свого становища в середині Астурії. При цьому намагався придушити надмірну самостійність знаті, спираючись на союз з католицькою церквою.
Водночас намагався налагодити гарні стосунки з мусульманським родом Бану Касі, що володів потужною державою зі столицею у Сарагосі. Для цього у 917 році було укладено династичний союз.
У 912 році підтвердив спадкові права свого брата Ордоньйо на Галісію і Леон.

### Об'єднання королівств
У 924 році після смерті свого брата Ордоньйо II, при підтримці грандів Галісії та Леону, стає королем цих королівств. Фруелі II довелося протидіяти амбіціям декількох знатних родів. Для зміцнення свого становища він наказав стратити Гебульдо і Аресіндо, що заявляли про своє походження від одного з останніх вестготських королів Вітіци. Водночас відправив у вигнання Фрумініо, єпископа Леону, який виступав проти коронації Фруели II.
Того ж року надав допомогу Санчо I, королю Наварри, для відбиття наступу мусульман на Памплону. Для цього успіху запровадив політику призначення на провідні єпархії своїх прихильників.
Помер влітку 925 року від прокази. Перед смертю намагався передати права над королівствами своїм синам в обхід синів Ордоньйо II. Після Фруели II розпочалася боротьба за владу. На деякий час королем став син Фруели II — Альфонсо.

## Родина
1. Дружина — Нуніла
Діти:
- Альфонсо (д/н-932), король у 925—926 роках

2. Дружина — Уррака, донька Абдалли ібн Мухаммеда, валі Тудели
Діти:
- Ордоньйо (д/н-932)
- Раміро (д/н-932)